# ویکی‌ترجمه
ویکی‌ترجمه (به انگلیسی: translatewiki.net) یک سکوی ترجمهٔ تحت وب به قدرت افزونهٔ مدیاویکی Translate است که نرم‌افزار مدیاویکی را به ابزاری کارآمد برای ترجمهٔ هر نوع متنی تبدیل می‌کند.
این وب‌گاه با داشتن حدود ۱۳٬۹۱۲ مترجم برای بیش از ۵۰٬۰۰۰ رشته برای بیش از ۲۰ پروژه (ازجمله مدیاویکی، اپن‌استریت‌مپ، Mifos، دانشنامه زندگی، و MantisBT) هم‌اکنون سیزدهمین ویکی جهان بر مبنای تعداد صفحه‌هاست.
Translatewiki.net به عنوان سکویی برای ترجمه برای همهٔ زبان‌های مدیاویکی در ژوئیهٔ ۲۰۰۶ توسط نیکلاس لاکستروم (Niklas Laxström) تحت عنوان بتاویکی (Betawiki) در دسترس قرار گرفت.
این وبگاه با مشخصه‌های سکویی برای آزمایش و توسعه (علاوه بر ترجمه) برای مدیاویکی (نوکاویکی در ۲۰۰۵) ساخته شده بود، با تمرکز بر روی بهبود قابلیت‌های بین‌المللی‌سازی و محلی‌سازی.